# Surdynka
Surdynka – dawny instrument muzyczny z rodziny skrzypiec, wykorzystywany w epoce baroku przez nauczycieli tańca.

## Nazwa
Nazwa instrumentu związana jest ze sposobem jego przenoszenia, którym – w związku z niewielkimi rozmiarami i poręcznością – była kieszeń. W języku francuskim instrument nazywany był pochette (zdrobniale od pochet = kieszeń), w niemieckim – taschengeige (pol. „skrzypce kieszonkowe”, od tasche = kieszeń). Włoska i alternatywna francuska nazwy sordino oraz sourdine pochodzą od słów oznaczających głuchotę, co związane jest z nikłym natężeniem dźwięku tych skrzypiec. Polska nazwa „surdynka” wydaje się pochodzić od dwóch ostatnich, ale muzykolog Stanisław Olędzki w tłumaczeniu Historii instrumentów muzycznych Sachsa niejednoznacznie zasugerował, że termin ten może pochodzić od kieszeni surduta. Józef Reiss użył też nazw „gęśliczki” oraz „skrzypeczki kieszonkowe”.

## Budowa

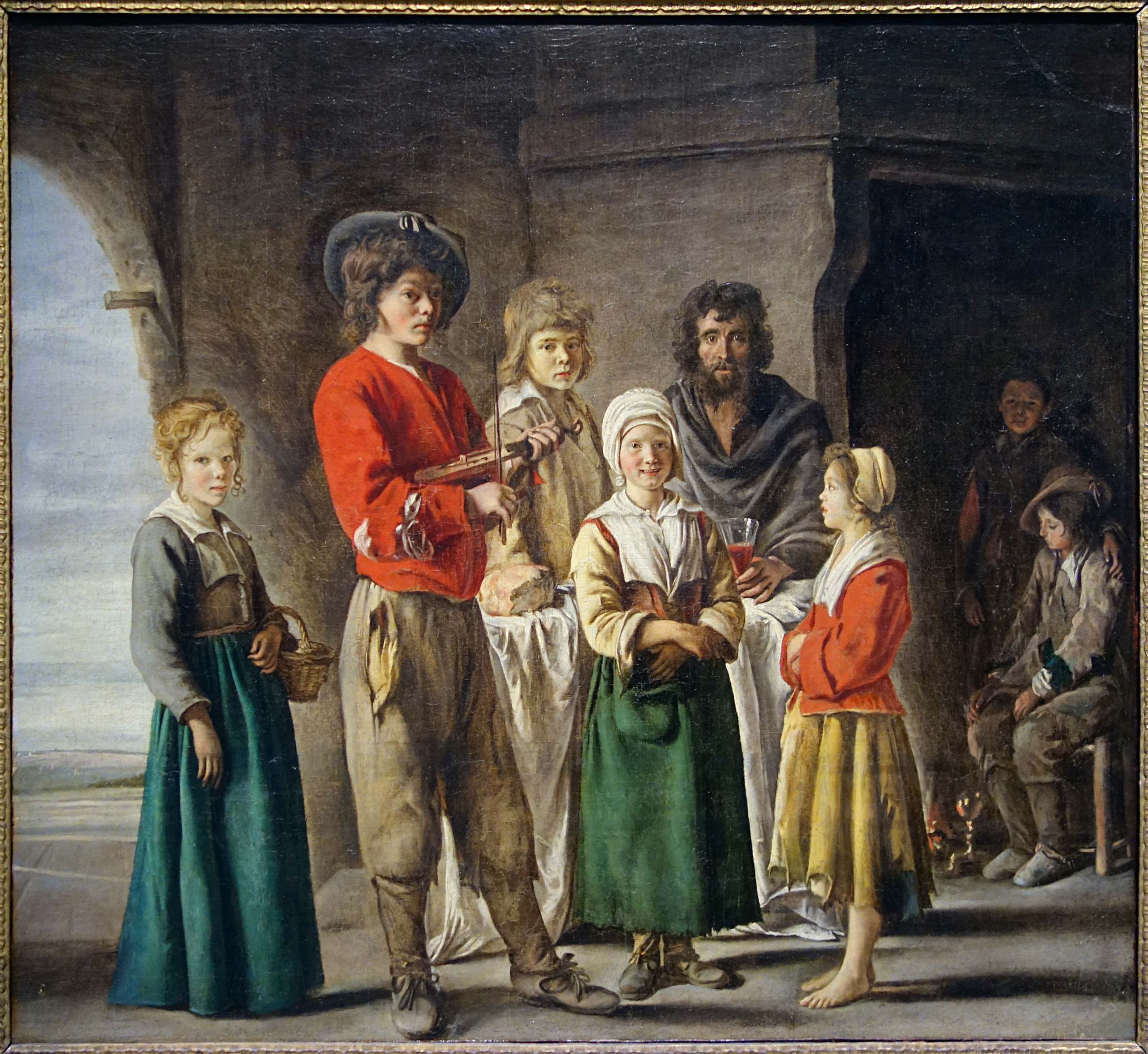
Muzyk grający na surdynce na obrazie Wieśniacy w jaskini (1642) Braci Le Nain

Surdynka ma wąski, podłużny korpus bez boczków, z wypukłym spodem i lekko wypukłą płytą rezonansową. Forma korpusu bywa przyrównywana do kszatłtu łodzi. Szyjka jest podobna do skrzypcowej. Surdynka występuje też w formie przypominającej miniaturowe skrzypce. Początkowo miała trzy struny w stroju c1, g1, d1, później dodano czwartą (a2). W literaturze spotkać można również opisy instrumentów w strojach g1, d2, a2 oraz a1, e2, h2. Niektóre egzemplarze oprócz czterech strun melodycznych miały kilka rezonansowych.

## Historia
Angielski termin oznczający sudynkę po raz pierwszy, w powiązaniu z tańcem, pojawił się na początku XVI wieku w moralitecie Interlude of the Four Elements Johna Rastella. Później, na początku XVII wieku, instrument zilustrowany został przez Michaela Praetoriusa w Syntagma musicum. Muzykolodzy wyjaśniają powstanie surdynki jako ewolucję średniowiecznych rebec.
Instrument był w użyciu od XVI do XVIII wieku, a szczególną popularność zyskał w wieku XVII. Był wykorzystywany przy różnych okazjach, przez profesjonalnych muzyków oraz przez amatorów, włączając bawiące się nim dzieci. W 1611 Randle Cotgrave opisał go w słowniku Dictionarie of the French and English Tongues jako instrument francuskich nauczycieli tańca, i jako taki został utrwalony w innych publikacjach. W niektórych miejscach surdynka była jeszcze sporadycznie spotykana w wieku XIX, po czym całkowicie wyszła z użycia.